# Reprezentacja Kazachstanu na Mistrzostwach Świata w Narciarstwie Klasycznym 2009
Reprezentacja Kazachstanu na Mistrzostwach Świata w Narciarstwie Klasycznym 2009 liczyła 22 sportowców. Najlepszym wynikiem było 7. miejsce w sprincie drużynowym mężczyzn.

## Medale

### Złote medale
Brak

### Srebrne medale
Brak

### Brązowe medale
Brak

## Wyniki

### Biegi narciarskie mężczyzn
Sprint
- Nikołaj Czebot´ko – 16. miejsce
- Aleksiej Połtoranin – 45. miejsce (odpadł w kwalifikacjach)
- Siergiej Czeriepanow – 63. miejsce (odpadł w kwalifikacjach)
- Jewgienij Wieliczko – 68. miejsce (odpadł w kwalifikacjach)

Sprint drużynowy
- Aleksiej Połtoranin, Nikołaj Czebot´ko – 7. miejsce

Bieg na 15 km
- Aleksiej Połtoranin – 16. miejsce
- Siergiej Czeriepanow – 32. miejsce
- Jewgienij Wieliczko – 47. miejsce
- Nikołaj Czebot´ko – 59. miejsce

Bieg na 30 km
- Siergiej Czeriepanow – 12. miejsce
- Nikołaj Czebot´ko – 23. miejsce
- Aleksiej Połtoranin – 49. miejsce
- Aleksandr Ossipov – 50. miejsce

Bieg na 50 km
- Andriej Gołowko – 43. miejsce
- Aleksandr Ossipov – 47. miejsce
- Jewgienij Wieliczko – nie ukończył
- Siergiej Czeriepanow – nie wystartował

Sztafeta 4 × 10 km
- Siergiej Czeriepanow, Aleksiej Połtoranin, Jewgienij Wieliczko, Nikołaj Czebot´ko – 10. miejsce

### Biegi narciarskie kobiet
Sprint
- Oksana Jacka – 52. miejsce (odpadła w kwalifikacjach)
- Jelena Kołomina – 60. miejsce (odpadła w kwalifikacjach)
- Tatjana Roszczina – 64. miejsce (odpadła w kwalifikacjach)
- Dina Ussina – 70. miejsce (odpadła w kwalifikacjach)

Sprint drużynowy
- Oksana Jacka, Swietłana Małachowa – 8. miejsce

Bieg na 10 km
- Swietłana Małachowa – 13. miejsce
- Oksana Jacka – 23. miejsce
- Jelena Kołomina – 30. miejsce
- Jelena Antonowa – 39. miejsce

Bieg na 15 km
- Oksana Jacka – 11. miejsce
- Jelena Kołomina – 25. miejsce
- Swietłana Małachowa – 26. miejsce
- Tatjana Roszczina – 45. miejsce

Bieg na 30 km
- Oksana Jacka – 16. miejsce
- Swietłana Małachowa – 30. miejsce
- Jelena Kołomina – 36. miejsce
- Dina Ussina – 52. miejsce

Sztafeta 4 × 5 km
- Tatjana Roszczina, Jelena Kołomina, Swietłana Małachowa, Oksana Jacka – 11. miejsce

### Kombinacja norweska
Gundersen HS 134 / 10 km
- Konstantin Sokolenko – 54. miejsce
- Vladimir Polushin – nie ukończył

Start masowy (10 km + 2 serie skoków na skoczni K90)
- Konstantin Sokolenko – 42. miejsce
- Timur Iglikov – 56. miejsce
- Vladimir Polushin – 57. miejsce

Gundersen (1 seria skoków na skoczni K90 + 10 km)
- Konstantin Sokolenko – 52. miejsce
- Sergey Sharabaev – nie ukończył
- Vladimir Polushin – nie wystartował

### Skoki narciarskie mężczyzn
Normalna skocznia indywidualnie HS 100
- Aleksiej Korolow – 46. miejsce
- Nikołaj Karpienko – 47. miejsce
- Iwan Karaułow – odpadł w kwalifikacjach
- Anatolij Karpienko – odpadł w kwalifikacjach

Duża skocznia indywidualnie HS 134
- Nikołaj Karpienko – 26. miejsce
- Radik Żaparow – 43. miejsce
- Iwan Karaułow – odpadł w kwalifikacjach
- Aleksiej Korolow – odpadł w kwalifikacjach

Duża skocznia drużynowo HS 134
- Iwan Karaułow, Aleksiej Korolow, Nikołaj Karpienko, Radik Żaparow – 12. miejsce